# Amtsgericht Seesen

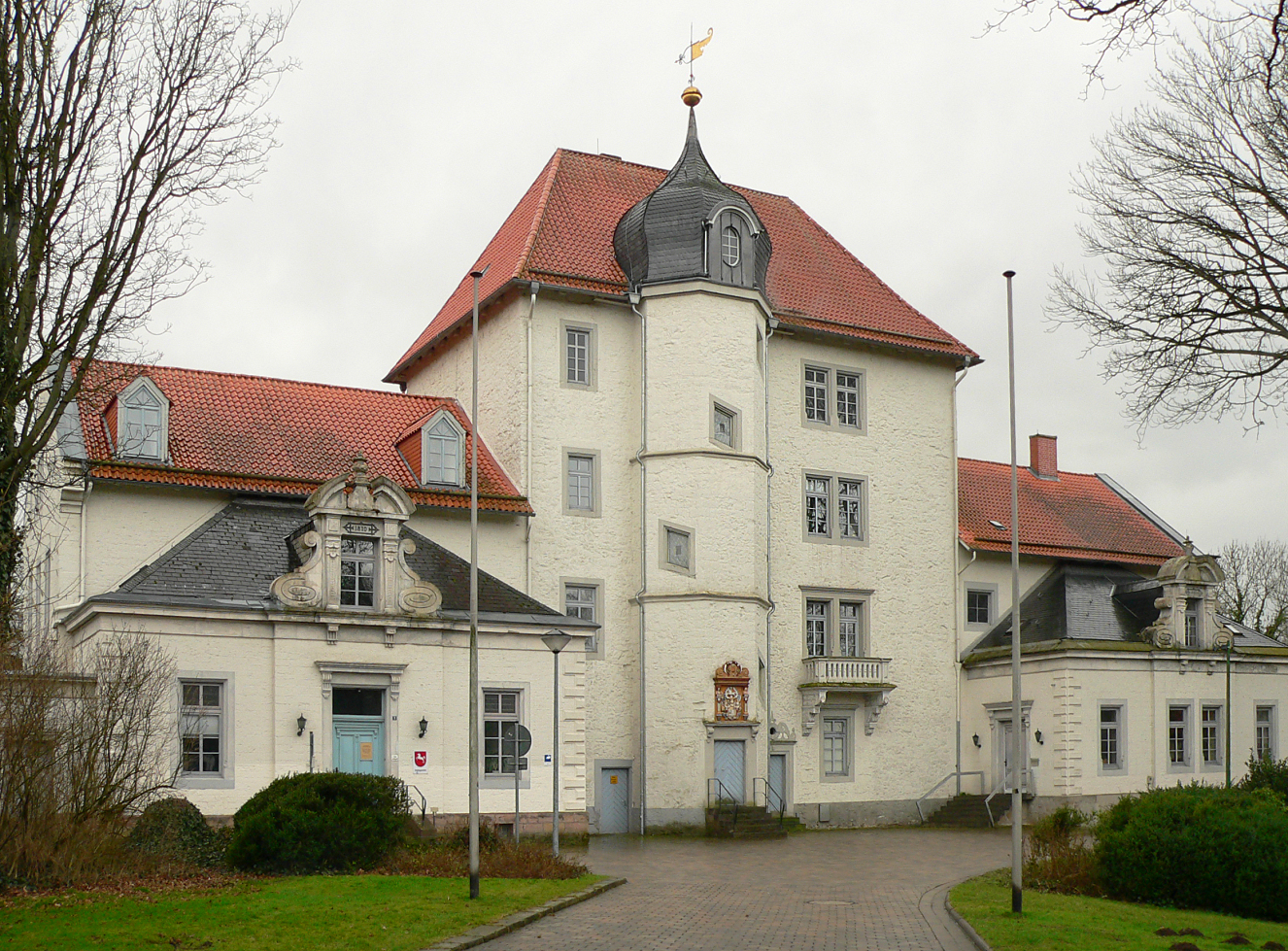
Das Gebäude des Amtsgerichts Seesen in der früheren Burg Sehusa

Das Amtsgericht Seesen ist eines von neun Amtsgerichten im Landgerichtsbezirk Braunschweig. Es hat seinen Sitz in Seesen.
Das Amtsgericht Seesen ist zuständig für die Städte Langelsheim und Seesen und somit für den westlichen Teil des Landkreises Goslar. Übergeordnetes Gericht ist das Landgericht Braunschweig. Zuständiges Oberlandesgericht ist das Oberlandesgericht Braunschweig. 
Das Amtsgericht hat seinen Sitz in der früheren Burg Sehusa. 

## Geschichte

### Von der Märzrevolution bis zu den Reichsjustizgesetzen
Im Herzogtum Braunschweig waren die Ämter gleichzeitig Verwaltungsbehörde als auch Eingangsgericht. In Seesen bestand das Amt Seesen. Im Rahmen der Märzrevolution wurde 1848 auch die Trennung der Rechtsprechung von der Verwaltung gefordert. Diese wurde mit dem Gesetz, die Gerichtsverfassung betreffend vom 21. August 1849 umgesetzt. Die Kreise waren nun reine Verwaltungsorgane, die Gerichtsfunktion wurde zum 1. Juli 1850 speziellen Gerichten übertragen. An der Spitze stand das Obergericht Braunschweig, darunter bestand ein Kreisgericht in jedem Kreis und die Eingangsgerichte wurden als Stadt- bzw. Amtsgericht bezeichnet. Für den Landkreis Gandersheim entstand so das Kreisgericht Gandersheim und darunter das Amtsgericht Seesen als eines von 22 Amtsgerichten des Herzogtums. Der Sprengel des Amtsgerichts umfasste 1863 eine Stadt, einen Flecken und 11 Dörfer mit 12.312 Einwohnern.

### Ab 1879
Im Rahmen der Reichsjustizgesetze wurden reichsweit einheitlich Oberlandes-, Land- und Amtsgerichte gebildet. Im Herzogtum Braunschweig entstand so das Oberlandesgericht Braunschweig und die Landgerichte Braunschweig und Holzminden. Das Amtsgericht Seesen blieb bestehen und war nun eines der acht Amtsgerichte, die dem Landgericht Holzminden zugeordnet waren. Am Gericht bestanden 1880 zwei Richterstellen und war für 12.012 Bürger verantwortlich. Das Amtsgericht war damit ein größeres Amtsgericht im Landgerichtsbezirk.
Das Landgericht Braunschweig wurde 1890 mit dem Landgericht Holzminden vereinigt, das sich wegen seiner schwachen Auslastung als unwirtschaftlich erwies. Damit wurde das Landgericht Braunschweig das einzige Landgericht im Oberlandesgerichtsbezirk Braunschweig, es war in dieser Zeit für 24 Amtsgerichte, darunter dem Amtsgericht Seesen, zuständig.
1956 wurde der Amtsgerichtsbezirk Lutter aufgelöst und dem Seesener Bezirk zugeteilt.
2017 schloss das Amtsgericht Seesen eine Kooperation mit dem 15 km entfernten Amtsgericht Bad Gandersheim, um personelle und räumliche Kapazitäten der beiden sehr kleinen Amtsgerichte effizienter einzusetzen.